# Clustal
Clustal to seria programów stosowana w biologii molekularnej i bioinformatyce. Służy ona do jednoczesnego dopasowywania wielu sekwencji. Stosowana zarówno do sekwencji kwasów nukleinowych jak i białek. Na podstawie dopasowań, program jest w stanie przygotować odpowiadające im drzewa filogenetyczne. Istnieje wiele wersji programu Clustal, powstałych na różnych etapach rozwoju jego algorytmów.

## Wersje programu Clustal
Clustal
Pierwotne oprogramowanie do dopasowywania wielu sekwencji, stworzone przez Des Higgins'a w 1988 roku, opierało się na tworzeniu drzew filogenetycznych z par sekwencji aminokwasów lub nukleotydów.
ClustalV
Druga generacja oprogramowania Clustal. Została wydana w 1992 r. Po czym dopasowana do oryginalnego pakietu Clustal. Wprowadzono w tej wersji: rekonstrukcję drzewa filogenetycznego na podstawie końcowego dopasowania, możliwość tworzenia nowych dopasowań ze stworzonych wcześniej zestawień oraz opcję tworzenia drzew filogenetycznych z dopasowań stworzonych metodą „Neighbour Joining”.
ClustalW
Trzecia generacja, wydana w 1994 roku, znacznie poprawiona względem poprzednich wersji. Ulepszenie polegało na zastosowaniu progresywnego algorytmu. Umożliwiło to analizę poszczególnych sekwencji na podstawie podobieństwa lub rozbieżności względem częściowych dopasowań. Wprowadzono również możliwość uruchomienia programu w trybie wsadowym z poziomu wiersza poleceń.
ClustalX
Wersja, wydana w 1997 roku, pierwsza wersja z graficznym interfejsem użytkownika.
ClustalΩ (Omega)
Aktualna wersja standardowa. Dostępna na największej liczbie platform.
Clustal2
Zaktualizowana wersja na podstawie ClustalW i ClustalX charakteryzująca się większą dokładnością i wydajnością niż wersje bazowe.